# シトロネラール
シトロネラール（英: citronellal）は、化学式C10H18Oで表される有機化合物の一種。天然にはシトロネラ油やレモンバーム油、サンショウなどに存在する。3位の炭素原子が不斉炭素であるためd-体とl-体の光学活性体があるが、香気には大差がない。

## 用途
安価な調合香料として石鹸やフルーツ系フレーバーなどに用いられるほか、l-メントールやヒドロキシシトロネラールの合成原料となる。

## 製法
天然品からは、シトロネラ油から減圧分留により得る。この方法ではセスキテルペン分が含まれるため、高純度とするには亜硫酸ナトリウム付加体で精製する。工業的にはイソプレンまたはミルセンからゲラニルアミンを経て不斉合成法により製造する方法が開発されており、d-体・l-体いずれも選択的に合成できる。

## 安全性
日本の消防法では危険物第4類・第3石油類に分類される。半数致死量（LD50）は、ラットへの経口投与で5g/kg以上、ウサギへの経皮投与で2.5g/kg以上。